# Berry Eijgendaal
Berry Eijgendaal (Den Haag, 1949) is een voormalig Nederlands honkballer.
Eijgendaal, een rechtshandige werper, kwam in de jaren zestig en zeventig uit voor ADO in Den Haag. In 1968 speelde hij als uitwisselingsstudent in Amerika voor de Imperial Tigers, het team van de Dulles High School in Sugar Land.. Eijgendaal behaalde zijn HBS diploma in 1967 aan het Stevin Lyceum in Den Haag en studeerde tijdens zijn topsportloopbaan economie aan de Erasmusuniversiteit te Rotterdam. In 1975 won hij de MVP-award van de bond als meest waardevolle speler van dat seizoen in de hoofdklasse. In 1973, 1975, 1977 en 1979 nam hij met het Nederlands honkbalteam deel aan de Europese Kampioenschappen en behaalde respectievelijk goud en drie maal zilver. In 1973 nam hij tevens deel met het team aan de Wereldkampioenschappen in Cuba waar de achtste plaats werd behaald. Na afloop van zijn spelersloopbaan was hij in de jaren tachtig coach van het eerste honkbalteam van ADO. Ook was hij voorzitter van deze vereniging en bestuurder bij de KNBSB. Na zijn sportloopbaan werkte Eijgendaal als rijksambtenaar bij het ministerie van Verkeer en Waterstaat en het ministerie van Economische Zaken.